# Parafroneta persimilis
Parafroneta persimilis är en spindelart som beskrevs av A. David Blest 1979. Parafroneta persimilis ingår i släktet Parafroneta och familjen täckvävarspindlar. Inga underarter finns listade i Catalogue of Life.